# Duttaphrynus brevirostris
Duttaphrynus brevirostris es una especie de anfibio anuro de la familia Bufonidae.

## Distribución geográfica
Esta especie es endémica de Karnataka en la India. Habita cerca de Sakleshpur, en el distrito de Hassan, entre los 200 y 300 m de altitud en el centro de Ghats Occidental.

## Publicación original
- Rao, 1937 : On some new forms of Batrachia from south India. Proceedings of the Indian Academy of Sciences, ser. B, vol. 6, p. 387-427.[5]